# پارک ملی لاگونا سان رافائل
پارک ملی لاگونا سان رافائل (به اسپانیایی: Parque nacional Laguna San Rafael) یک پارک ملی در شیلی است که در استان آیسن واقع شده‌است.
این پارک به خاطر تالاب سن رافائل (که از عقب نشینی یخچال طبیعی سان رافائل تشکیل شده است) نامگذاری شده است. این منطقه در سال 1959 ایجاد شد و مساحتی معادل 17420 کیلومتر مربع (6726 مایل مربع) دارد و شامل میدان یخی پاتاگونیا شمالی است. آبدره ای به طول بیش از 16 کیلومتر (10 مایل) یکی از جاذبه های اصلی پارک است.